# Virginia Slims of Indianapolis 1987
Il Virginia Slims of Indianapolis 1987 è stato un torneo di tennis giocato sul cemento indoor. È stata l'8ª edizione del torneo, che fa parte del Virginia Slims World Championship Series 1987. Si è giocato ad Indianapolis negli USA dal 26 ottobre al 1º novembre 1987.

## Campionesse

### Singolare
Halle Carroll ha battuto in finale  Anne Smith con il punteggio di 4–6, 6–4, 7–6

### Doppio
Jenny Byrne /  Michelle Jaggard hanno battuto in finale  Beverly Bowes /  Hu Na con il punteggio di 6–2, 6–3